# 羊飼いの礼拝 (ファン・デル・グース)
『羊飼いの礼拝』（ひつじかいのれいはい、独: Die Geburt Christi、 英: Adoration of the Shepherds ）は、初期フランドル派の巨匠フーゴー・ファン・デル・グースが1480年ごろ、板上に油彩で製作した絵画で、現在ベルリン絵画館に所蔵されている。画家の作品としては非常に大きいが、『ポルティナリ祭壇画』 (ウフィツィ美術館) と『モンフォルテ祭壇画』 (ベルリン絵画館) ほどはよく知られていない。作品は画家晩年のもので、画家が実生活を捨て、ブリュッセル近郊のルージュ・クロワートル修道院 (Rouge-Cloître Abbey)  で俗世の修道士となる前に描かれた。祭壇の前飾りとして制作されたと考えられている。作品はかつてスペイン王家の所有であったが、1903年にベルリン絵画館が購入した。

## 作品
本作の両側には『旧約聖書』の2人の預言者が半身像で表され、情景を示すために緑色のカーテンを開けている 　(本物のカーテンのように画面上部にあるカーテン・レールに取り付けられいる)。預言者たちは非常に大きく目立つように描かれ、奥の情景にいる人物たちと対照をなしている。彼らの存在によって、『旧約聖書』で予告された救世主の誕生が今、実現されたことが示されている。彼らはまた、奥の情景と鑑賞者の間の仲介者でもある。右側の預言者は、話そうとするかのように手と口を開いている。
美術史家のハンス・ベルティング によれば、「作品はまさに舞台劇的な場面である。演劇がまさに始まろうとしているかのように、鑑賞者はベツレヘムの厩の上のカーテンが開くのを見ているからである」。 場面には3人の羊飼いがおり、イエス・キリストの誕生を羊飼いに告げる天使たちを表している背景がある。幼子イエスは鑑賞者のほうを見ており、イエスの背後には聖母マリア、聖ヨセフ、そして天使たちの集団がいる。
幼子イエスがいる飼い葉桶の前には麦の束がある。これは「ヨハネによる福音書」 (6:41) に記述されている「私は天からやってきたパンである」というイエスの言葉を示唆しており、聖餐に言及しているものである。